# Euspondylus monsfumus
Euspondylus monsfumus är en ödleart som beskrevs av  Mijares-urrutia 200. Euspondylus monsfumus ingår i släktet Euspondylus och familjen Gymnophthalmidae. Inga underarter finns listade i Catalogue of Life.